# Emil Artur Longen
Emil Artur Longen (rođen kao Emil Artur Pittermann; Pardubitz, Češka, 29. srpnja 1885. – Beneschau, Češka, 9. listopada 1936.), češki producent, scenarist, dramaturg, pisac, slikar i glumac.

## Umjetnički radovi
- 1914, Pula / Schiffe vor der Küste Kroatiens, ulje na kartonu, 49,5×66 cm
- 1914, Panorama von Prag, ulje na kartonu, 65×80 cm
- 1915, Namestí, miješana tehnika, 48×56 cm
- 1916, Panorama von Prag, ulje na kartonu, 65×81,5 cm
- 1916, Rue dorée, ulje na platnu, 68,5×85 cm
- 1916, St Nikolauskirche in Prag, ulje na platnu, 80×62 cm
- 1917, Landschaft, ulje na kartonu, 51×72 cm
- 1918, Flaneure im Parc, ulje na kartonu, 68,5×89,5 cm
- 1919, Landschaft um Marseille, ulje na kartonu, 69,5×98,5 cm
- 1924, Stillleben mit Tasse und Früchten, ulje na platnu, 55×71 cm
- 1926, Stillleben mit Kerzenleuchter und Früchten, ulje na platnu, 40,5×47 cm
- 1926, Stillleben mit Blumen, Orangen und Tasse, ulje na platnu, 45×47 cm
- 1927, Zimmer Smi, ulje na platnu, 58×69 cm
- 1932, Landschaft, ulje na platnu, 51×36 cm
- 1933, Stadtansicht, ulje na platnu, 42×52 cm
- 1933, Fruehlingsallee, ulje na platnu, 54×65 cm
- 1933, Weg in Sommerlandschaft, ulje na kartonu, 65,5×71,5 cm
- 1935, Landschaft mit Pinien, ulje na platnu, 42×52 cm
- 1935, Landschaft, ulje na platnu, 49×58 cm
- 1935, Repose, ulje na platnu, 80×100 cm
- 19xx, Landschaft, ulje na platnu, 35×40 cm
- 19xx, Meeresbucht, ulje na kartonu, 50×70 cm
- 19xx, Vysehradsky pristav, ulje na platnu, 59×60 cm
- 19xx, Treiben in der Altstadt, ulje na kartonu, 69×89 cm
- 19xx, Tschechischer Impressionist, ulje na kartonu, 69×89 cm
- 19xx, Treiben in der Altstadt, ulje na kartonu, 69×89 cm
- 19xx, Pilzsammler, ulje na platnu, 96×65 cm

### Slike
- Schiffe vor Pula, 1914.
- Fabrik am Ufer, 1926.
- Stillleben, 1926.
- Hafen in Prag, 19xx.
- Weg im Sommerwald bei Prag, 1933.
- Wegzweigung, 1936.

### Weblinkovi
|  | Zajednički poslužitelj ima još gradiva o temi Emil Artur Longen |

- , Češki muzej lijepih umjetnosti u Pragu
- Arhivirana inačica izvorne stranice od 27. rujna 2007. (Wayback Machine), iGalerie
- Arhivirana inačica izvorne stranice od 28. rujna 2007. (Wayback Machine), GALERIE MODERNÍHO UMĚNÍ VYSTAVUJE OBRAZY E.A.LONGENA